# Instituut voor Nederlandse Geschiedenis
Het Instituut voor Nederlandse Geschiedenis (ING) was een onderzoeksinstituut van de Nederlandse Organisatie voor Wetenschappelijk Onderzoek (NWO). Op 1 januari 2011 fuseerde het ING met het Huygens Instituut, waardoor een nieuw instituut ontstond: het Huygens Instituut voor Nederlandse Geschiedenis, afgekort: Huygens ING. Het Huygens ING is een instituut van de Koninklijke Nederlandse Akademie van Wetenschappen (KNAW) en was tot oktober 2016 gevestigd te Den Haag in het gebouw van de Koninklijke Bibliotheek. Sinds oktober 2016 is het in het Spinhuis te Amsterdam gevestigd, samen met het Meertens Instituut.
Het Huygens ING faciliteert het historisch onderzoek van de Nederlandse geschiedenis door het uitbrengen van bronnenuitgaven, onderzoeksgidsen, databanken en naslagwerken. Met deze publicaties wordt de basis gelegd voor veel van het historisch onderzoek dat wordt verricht. In veel bronnenuitgaven zijn bronnen bijeengebracht uit verschillende archieven, in binnen- en buitenland, die anders voor onderzoekers onbekend of ten minste moeilijk toegankelijk zouden zijn gebleven. Sinds de jaren 70 van de 20e eeuw worden ook naslagwerken uitgegeven op vooral bibliografisch en biografisch gebied.
Het Instituut voor Nederlandse Geschiedenis werd in 1902 ingesteld als Commissie voor de 's Rijks Geschiedkundige Publicatiën (RGP), met Herman Theodoor Colenbrander als directeur. Met deze commissie, die in 1915 een Bureau met personeel toegewezen kreeg, werd beoogd het uitgeven van historische bronnen een professionele grondslag te geven. Daarmee volgde Nederland voorbeelden uit het buitenland, zoals Duitsland. Het in 1904 gepubliceerde 'Overzicht van de door bronnenpublicatie aan te vullen leemten der Nederlandsche geschiedenis' of kortweg 'leemtenlijst', is tientallen jaren de basis geweest voor een uitgaveprogramma waarin  vooral de bewerking van omvangrijke bronnenseries opviel. In 1950 werd dit aangevuld in de 'Drie rapporten over de uitgave van bronnen voor de Nederlandse geschiedenis'. Daarin kreeg de 19e eeuw aandacht en ook nieuwe specialismen zoals sociale en economische geschiedenis en cultuurgeschiedenis. In het boekje Bronontsluiting voor historisch onderzoek kondigde zich voorzichtig een nieuwe aanpak aan door het belang van gidsen en repertoria naast tekstedities te onderstrepen en de verwachting uit te spreken dat in de toekomst van een elektronische ontsluiting met vrucht gebruikgemaakt zou gaan worden. Daarna heeft het instituut meerjarenprogramma's gepubliceerd (1993, 1999, 2005). In 1989 werd het ING een onderzoeksinstituut van NWO.
Sinds 1902 zijn ongeveer 450 delen in de RGP verschenen. Na de opkomst van het internet liet het ING zijn nieuwe publicaties voornamelijk online verschijnen op de website van het instituut. Oudere, gedrukte publicaties, werden alsnog gedigitaliseerd en via de website beschikbaar gesteld voor gebruikers.
Bekende en veel gebruikte uitgaven zijn: 
- Biografisch Woordenboek van Nederland
- Digitaal Vrouwenlexicon van Nederland
- Digitale Bibliografie van de Nederlandse Geschiedenis
- Digitaal Wetenschapshistorisch Centrum
- De briefwisseling van Constantijn Huygens
- Bronnen voor de geschiedenis van de Nederlands-Indonesische Betrekkingen 1945-1950 en 1950-1963
- Dutch-Asiatic Shipping
- De briefwisseling van J.R. Thorbecke
- Rijmkroniek van Holland (Melis Stoke)